# Saint-Nicolas-du-Tertre
Saint-Nicolas-du-Tertre (en bretó Sant-Nikolaz-ar-Roz) és un municipi francès, situat a la regió de Bretanya, al departament d'Ar Mor-Bihan.

## Demografia
| 1962                                       | 1968 | 1975 | 1982 | 1990 | 1999 |
| ------------------------------------------ | ---- | ---- | ---- | ---- | ---- |
| 476                                        | 523  | 503  | 502  | 454  | 454  |
| Des de 1962: població sense dobles comptes |      |      |      |      |      |

## Administració
| Període   | Identitat           | Partit |
| --------- | ------------------- | ------ |
| 1919-1942 | Jean Dubois         |        |
| 1942-1965 | Joseph Ricaud       |        |
| 1965-1971 | Marcel Epaillard    |        |
| 1971-1995 | Jean Bouédo         |        |
| 1995-     | Jean-Claude Riallin |        |